# Eugagrella ceylonensis
Eugagrella ceylonensis is een hooiwagen uit de familie Sclerosomatidae.